# The Language of Flowers
The Language of Flowers (Il linguaggio dei fiori) è una canzone inedita tratta da una poesia del geologo e poeta americano James Gates Percival, con musica scritta dal compositore inglese Edward Elgar quando aveva solo quattordici anni.

## Storia
La canzone è datata 29 maggio 1872, con la scritta "di Edward W. Elgar", con "parole di Percival" (inizialmente si pensava che fosse Elgar stesso) e dedicata "a mia sorella Lucy per il suo compleanno".

## Versi
And they tell in a garland their loves and cares;
Each blossom that blooms in their garden bower's,

With its leaves a mystic language bears.
The rose is a sign of joy and love,

Young blushing love in its earliest dawn,
And the mildness that suits the gentle dove,

From the myrtle's snowy flower's is drawn.
Innocence gleams in the lily's bell,

Pure as the heart in its native heaven.
Fame's bright star and glory's swell

By the glossy leaf of the bay are given.
The silent, soft and humble heart,

In the violet's hidden sweetness breathes,
And the tender soul that cannot part,

In a twine of evergreen fondly wreathes.
The cypress that daily shades the grave,

Is sorrow that moans her bitter lot,
And faith that a thousand ills can brave,

Speaks in thy blue leaves "forget-me-not".
Then gather a wreath from the garden bowers,

And tell the wish of thy heart in flowers.»
E raccontano in una ghirlanda i loro amori e le loro preoccupazioni;
Ogni fiore che fiorisce nel loro pergolato da giardino,

Con le sue foglie porta un linguaggio mistico.
La rosa è un segno di gioia e amore,

Giovane amore arrossito nella sua prima alba,
E la mitezza che si adatta alla dolce colomba,

Dal fiore innevato del mirto è disegnato.
L'innocenza brilla nella campana del giglio,

Puro come il cuore nel suo paradiso nativo.
La stella luminosa della fama e l'ondata di gloria

Dalla foglia lucida dell'alloro sono dati.
Il cuore silenzioso, morbido e umile,

Nella dolcezza nascosta della viola respira,
E l'anima tenera che non può separarsi,

In un filo di ghirlande affettuose sempreverdi.
Il cipresso che quotidianamente ombreggia la tomba,

È il dolore che geme il suo destino amaro,
E la fede che mille mali possono sfidare,

Parla nelle tue foglie blu "non ti scordar di me".
Quindi raccogli una corona dai giardinieri,

E dì il desiderio del tuo cuore in fiori.»